# 박승국 (정치인)
박승국(朴承國, 1940년 4월 1일~)은 대한민국의 기업인, 정치인이다. 제15·16대 국회의원이다. 본관은 영해(寧海), 호는 황상(黃上)이다.

## 학력
- 경북대학교 사범대학 지리교육학 학사
- 영남대학교 대학원 석사

## 생애
1940년 강원도 울진군 서면(現 경상북도 울진군 금강송면)에서 태어났다. 경북대학교 사범대학 지리교육과를 졸업하였다. 이후 예식장 등 개인사업을 하였다. 1978년 통일주체국민회의 대의원을 역임하여 대통령 간접선거에 참여하였다.
1980년 전두환 정권이 집권하자 한 때 민주정의당 경상북도지부 의식개혁본부장을 역임하였다. 1984년 신한민주당이 창당되자 신한민주당에 입당하였다. 1985년 제12대 국회의원 선거에서 신한민주당 후보로 대구직할시 북구-동구 선거구에 출마하였으나 민주정의당 김용태 후보와 민주한국당 목요상 후보에 밀려 낙선하였다.
1988년 제13대 국회의원 선거에서 통일민주당 후보로 대구직할시 북구 선거구에 출마하였으나 낙선하는 고배를 마셨다. 1991년 지방선거에서 민주자유당 후보로 대구직할시의회 의원 선거에 출마하여 당선되었고 초대 대구직할시의회 부의장을 역임하였다.
1996년 제15대 국회의원 선거에서 신한국당을 탈당하여 무소속으로 대구광역시 북구 갑 선거구에 출마하였으나 낙선하였다. 1998년 재보궐선거에서 한나라당 후보로 같은 선거구에 출마하여 당선되었다. 2000년 제16대 국회의원 선거에서 한나라당 후보로 같은 선거구에 출마하여 당선되었다. 2001년 한나라당 수석부총무에 부임하였다.
2006년 제4회 전국동시지방선거에서 국민중심당 후보로 대구광역시장 선거에 출마하였으나 낙선하였다. 2017년 바른정당 창당에 참여하면서 이듬해 바른미래당이 된 후에는 대구시당 공직선거후보자추천관리위원장으로 재직하였다.

## 경력
- 박승국전오복예식장 회장
- 통일주체국민회의 대의원
- 대구직할시의회 부의장
- 제15-16대 국회의원

## 역대 선거 결과
|  | 15.45% |

|  | 27.88% |

|  | 42.14% |

|  | 30.61% |

|  | 47.1% |

|  | 51.06% |

|  | 0.96% |

|  | 6.84% |